# Krasnogvardejskoe
Krasnogvardejskoe (in lingua russa Красногвардейское) è un centro abitato dell'Adighezia, situato nel Krasnogvardejskij rajon. La popolazione era di 9.629 abitanti al dicembre 2018. Ci sono 88 strade.